# Heian Nidan

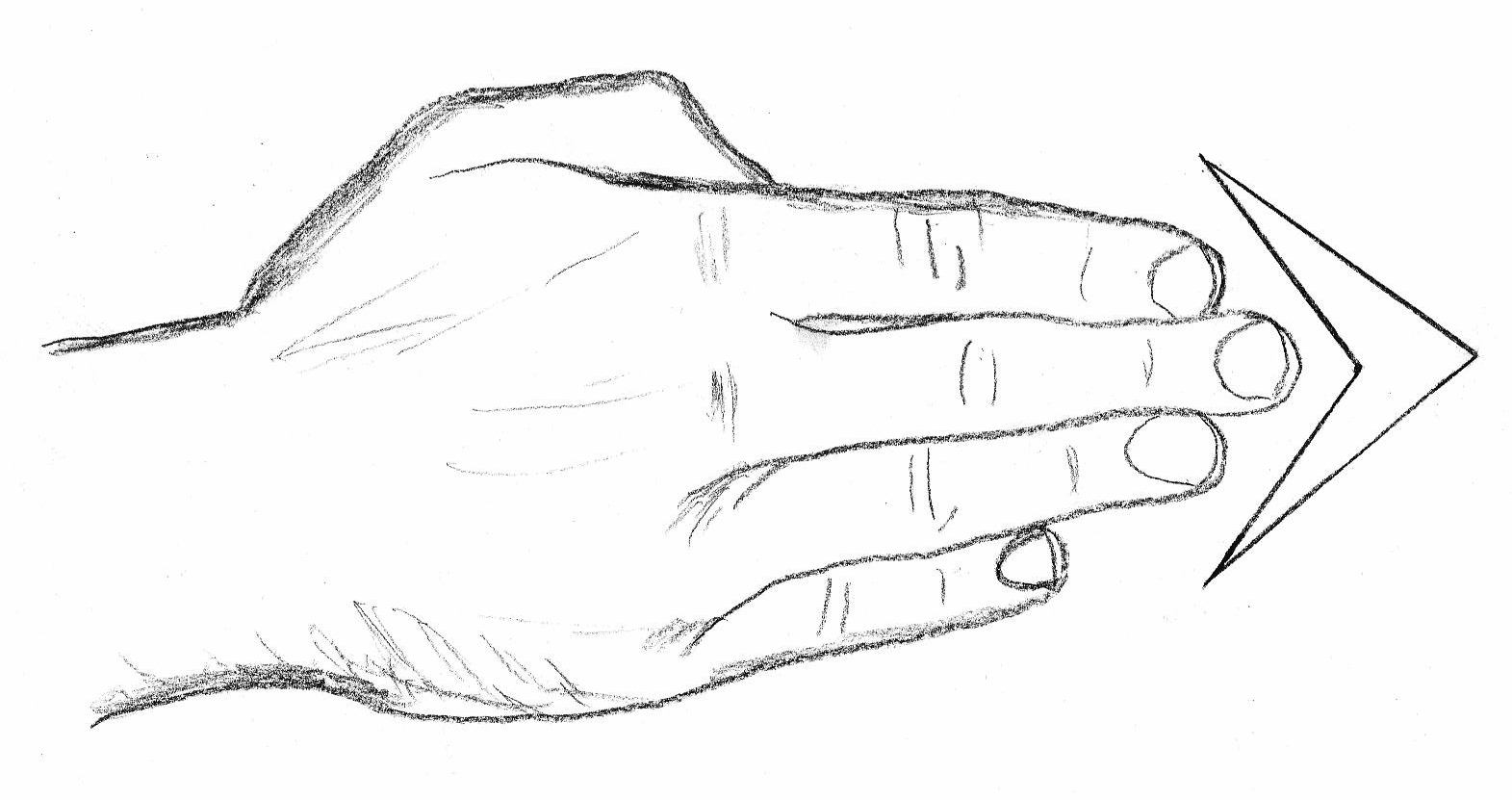
Nukite – 貫手

Heian Nidan (japanisch 平安二段, auf Deutsch „Friede, zweite Stufe“) ist eine Kata im Karate. Sie ist die zweite der Heian-Katas bzw. unter ihrem älteren Namen Pinan Shodan (ryūkyū 平安初段, dt. Friede, anfängliche Stufe) die erste der Pinan-Reihe. Der Karateka erlernt sie direkt nach Heian Shodan (Pinan Nidan). Ursprünglich war diese Kata die erste der Reihe, Funakoshi Gichin änderte jedoch die Reihenfolge, weil sie im Vergleich zur Heian Shodan schwieriger zu erlernen ist.
Hier wird die Kata Heian Nidan aus dem Shōtōkan-Stil beschrieben. Diese entspricht (abgesehen von Stilunterschieden) der Kata Pinan Shodan z. B. im Wadō-Ryū, hingegen der Pinan Nidan im Kyokushinkai. Die Kata Pinan Nidan kann also je nach Stil entweder der Kata Heian Nidan oder der Heian Shodan entsprechen.
Die Kata besteht aus 26 Bewegungen und dauert ca. 40 Sekunden.
Sie enthält im Vergleich zur Heian Shodan bereits schwierigere Techniken, wie Yoko-Geri Keage (seitlicher geschnappter Tritt) und Mae-Geri (Tritt nach vorne), Nukite (Fingerspitzenstoß) und Morote Uchi-(Ude)-Uke (ein Block von innen nach außen). Ein zentrales Element dieser Kata ist der Wechsel zwischen verschiedenen Stellungen und Hüftpositionen: Es finden sich sehr häufige Wechsel zwischen Vorwärts- und Rückwärtsstellung (Zenkutsu dachi, Kōkutsu dachi), sowie erstmals überdrehte Hüftpositionen (Gyaku hanmi) bei den beiden Uchi uke-Blocktechniken.

## Galerie

Funakoshi Gichin – Kata Heian Nidan-Bewegungsablauf
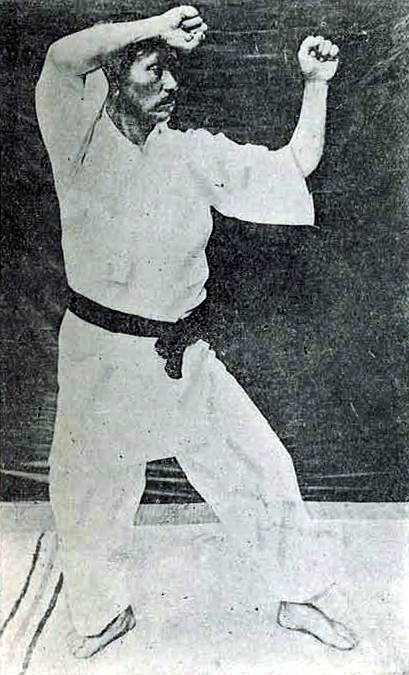
Heian Nidan – 01
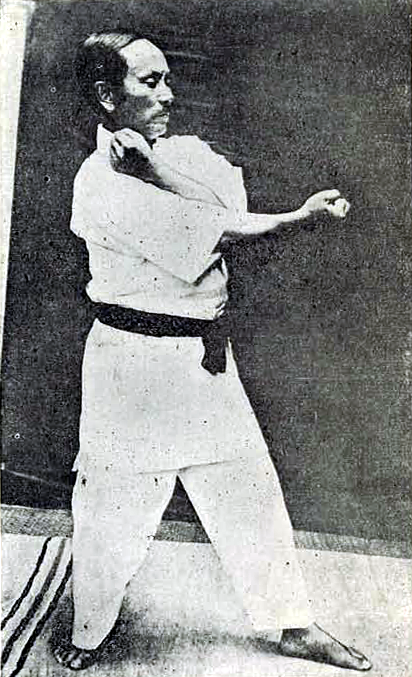
Heian Nidan – 02
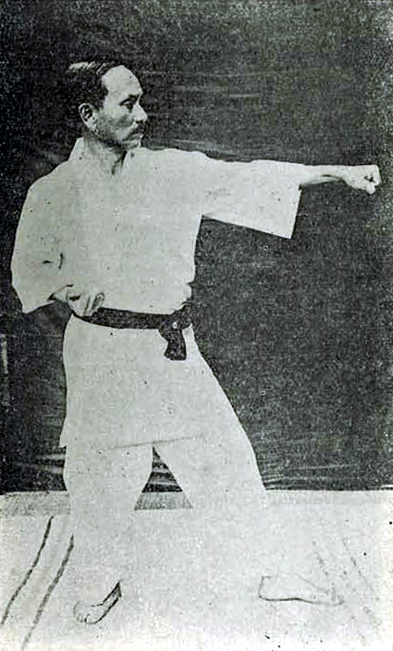
Heian Nidan – 03
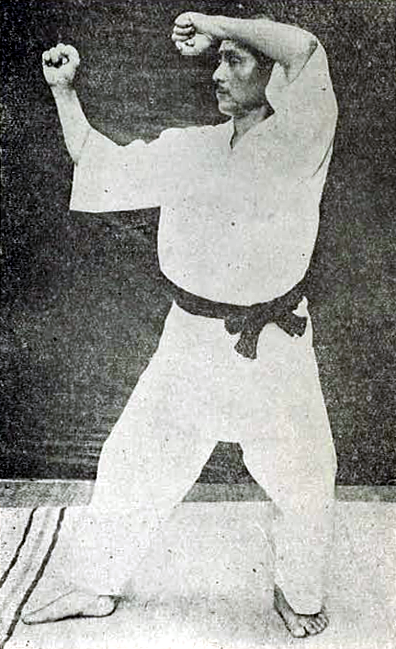
Heian Nidan – 04
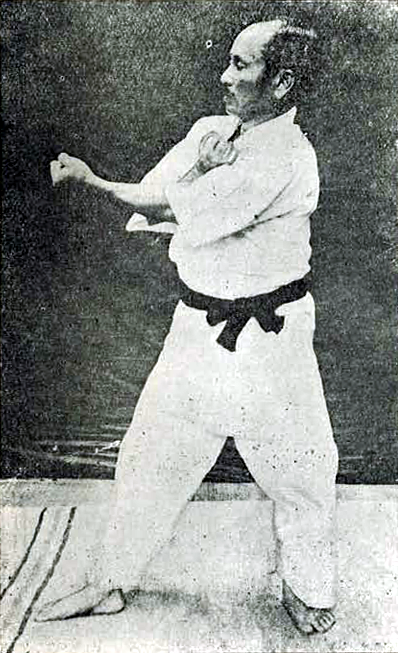
Heian Nidan – 05
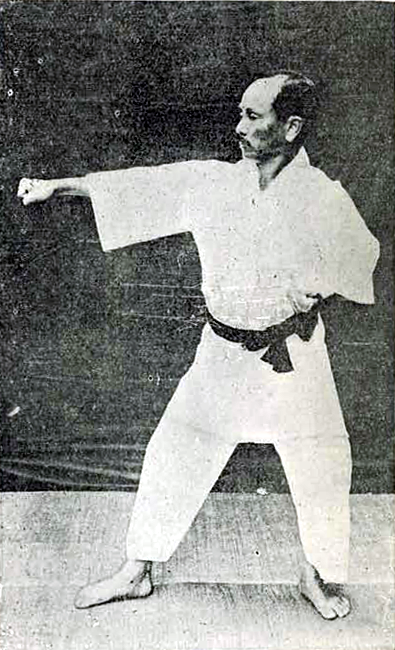
Heian Nidan – 06
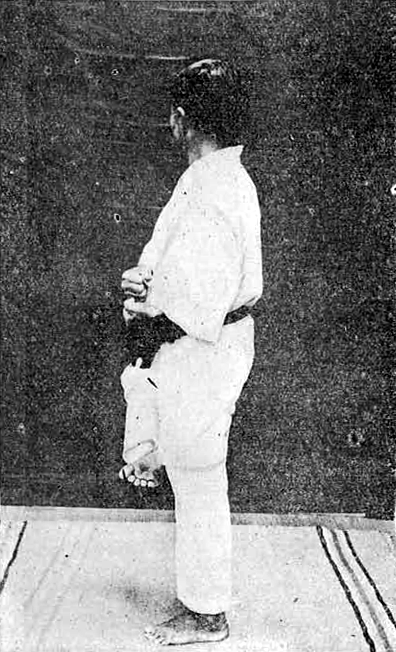
Heian Nidan – 07
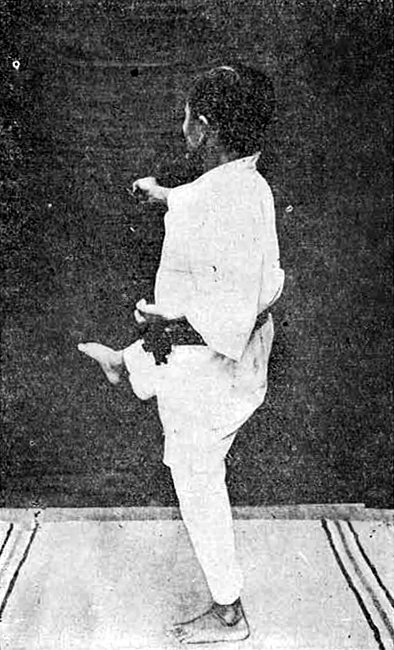
Heian Nidan – 08
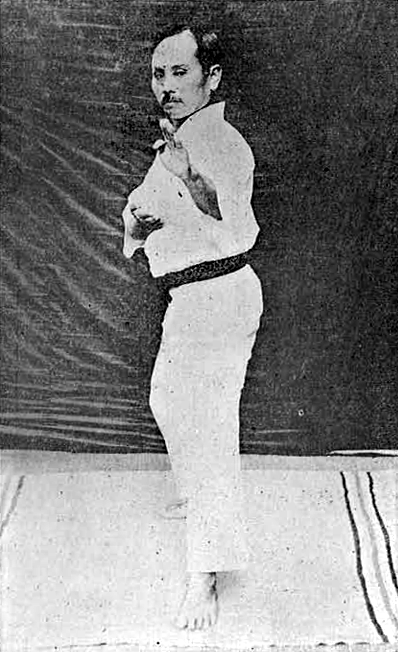
Heian Nidan – 09
Heian Nidan, 1925